# Robert Wentworth Little
Robert Wentworth Little (1840 - 11 de abril de 1878), foi um ocultista britânico. Era membro da Grande Loja Unida da Inglaterra e fundador da Societas Rosicruciana in Anglia (chamada, abreviadamente, de Soc.Ros ou SRIA), em 1866. Também responsável pela introdução do Rito de Memphis-Misraim na Inglaterra, o legado de Little é controverso e objeto de discussões acadêmicas e dentro da Maçonaria.